# Skrzynia (województwo pomorskie)
Skrzynia – (niem. Aalfang) wieś kociewska w Polsce, położona w województwie pomorskim, w powiecie starogardzkim, w gminie Osiek na obszarze Borów Tucholskich nad jeziorem Słonym.
W latach 1975–1998 miejscowość administracyjnie należała do województwa gdańskiego.